# 保連奴·施米奧尼圖
保連奴（葡萄牙語：Paulo Sérgio Simionato，1989年8月17日—），生於巴西，巴西足球運動員，司職前鋒，現時效力香港超級聯賽球會大埔。

## 球會生涯

### 和富大埔
2022年8月8日，和富大埔宣佈保連奴加盟球隊。效力大埔期間曾經入選2022／23球季港超聯「3月最有價值球員」。

### 理文
2023年6月23日，理文宣佈保連奴加盟球隊。

### 大埔
2025年7月16日，大埔宣佈保連奴重返球隊。

## 榮譽
理文
- 香港超級聯賽冠軍（2023–24季度）

## 外部連結
- 香港足球總會網頁球員註冊資料
- Transfermarkt